# Bobr (přítok Odry)
Bobr (polsky Bóbr [bubr], německy Bober) je řeka v jihozápadním Polsku s pramenem v Česku (na území Žacléře, okres Trutnov). Protéká územím Dolnoslezského a Lubušského vojvodství, dříve byl jeho dolní tok pod Zahání východní hranicí Dolní Lužice. Je největší z levých přítoků řeky Odry. Je 272 km dlouhá, z čehož úvodní 2 km připadají na Česko. Povodí má rozlohu 5876 km², z čehož připadá 46 km² na Česko (asi polovina této plochy je ve Frýdlantském výběžku na povodí Jindřichovického potoka).

## Průběh toku
Bobr pramení na východním okraji Krkonoš na svazích Žacléřského hřbetu západně od města Žacléře. Pramenná oblast, tzv. Boberská stráň, leží na samém okraji Krkonošského národního parku. Tok vzniká z několika potůčků, protéká stejnojmennou osadou Bobr a asi po dvou kilometrech překračuje státní hranici z České republiky do Polska, u obce Niedamirów. 
Po několika dalších kilometrech napájí vodní nádrž Bukówka. Postupně se stáčí k severu k městu Kamenná Hora. Před Kačavskými horami se stáčí k západu k městu Jelení Hora a přibírá zleva přítoky z Janovického rudohoří a z Krkonoš. Od Pilchowic, kde je přehrazen, míří k severu a protéká Lwówek Śląski, Bolesławiec, Szprotawu, Zaháň, Nowogród Bobrzański a Dychów. U Krosna se zleva vlévá do Odry.

## Přítoky
Mezi hlavní přítoky patří Kamienna, Kwisa, Szprotawa, Czerna Wielka a Zadrna. Na povodí Bobru se nachází celá severní (slezská) strana Krkonoš.

## Osídlení
Na řece leží města Lubawka, Kamenná Hora, Jelení Hora, Wleń, Lwówek Śląski, Bolesławiec, Szprotawa, Zaháň, Nowogród Bobrzański, Dychów.

## Vodní stav
Na řece dochází často k povodním. Ty jsou způsobené dešti a tajícím sněhem. Vzestup hladiny může dosáhnout 3 až 4 m.

## Využití
Na řece byly vybudovány vodní elektrárny. Jednou za rok se koná organizovaný sjezd na kajacích.

## Galerie

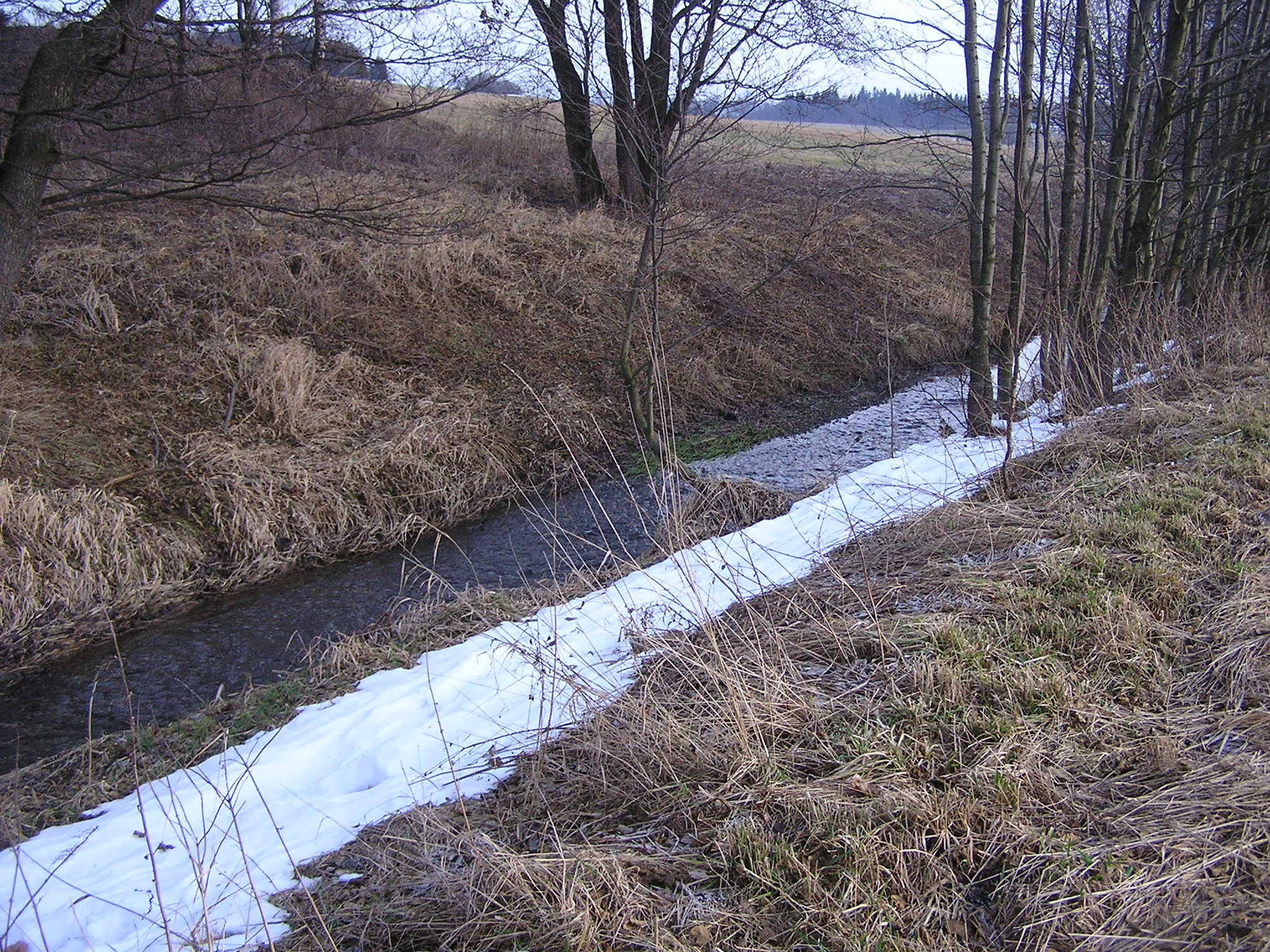
Bobr, ještě jako malý potok těsně před opuštěním České republiky.
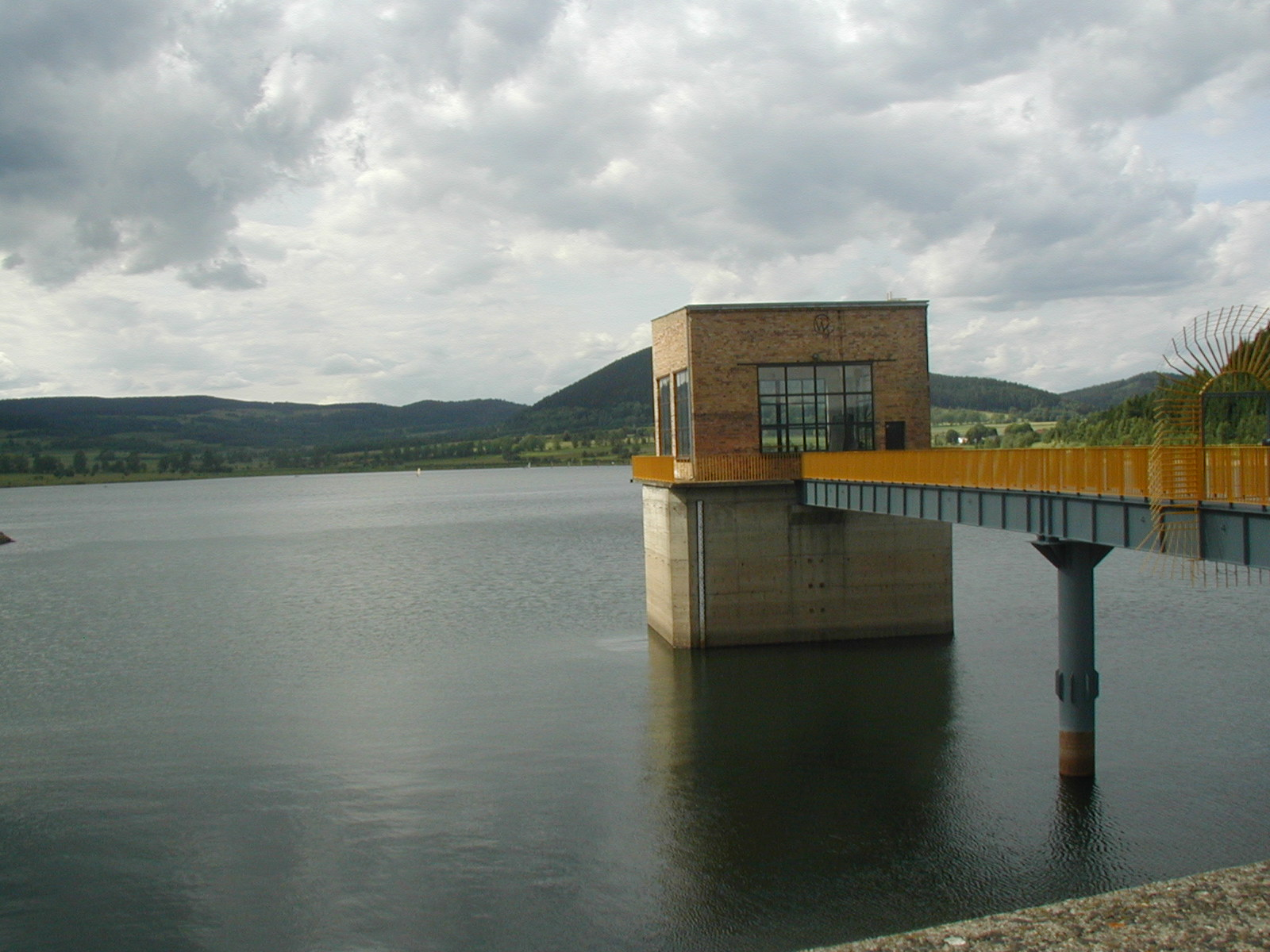
Pohled z přehradní hráze vodní nádrže Bukówka (Polsko).
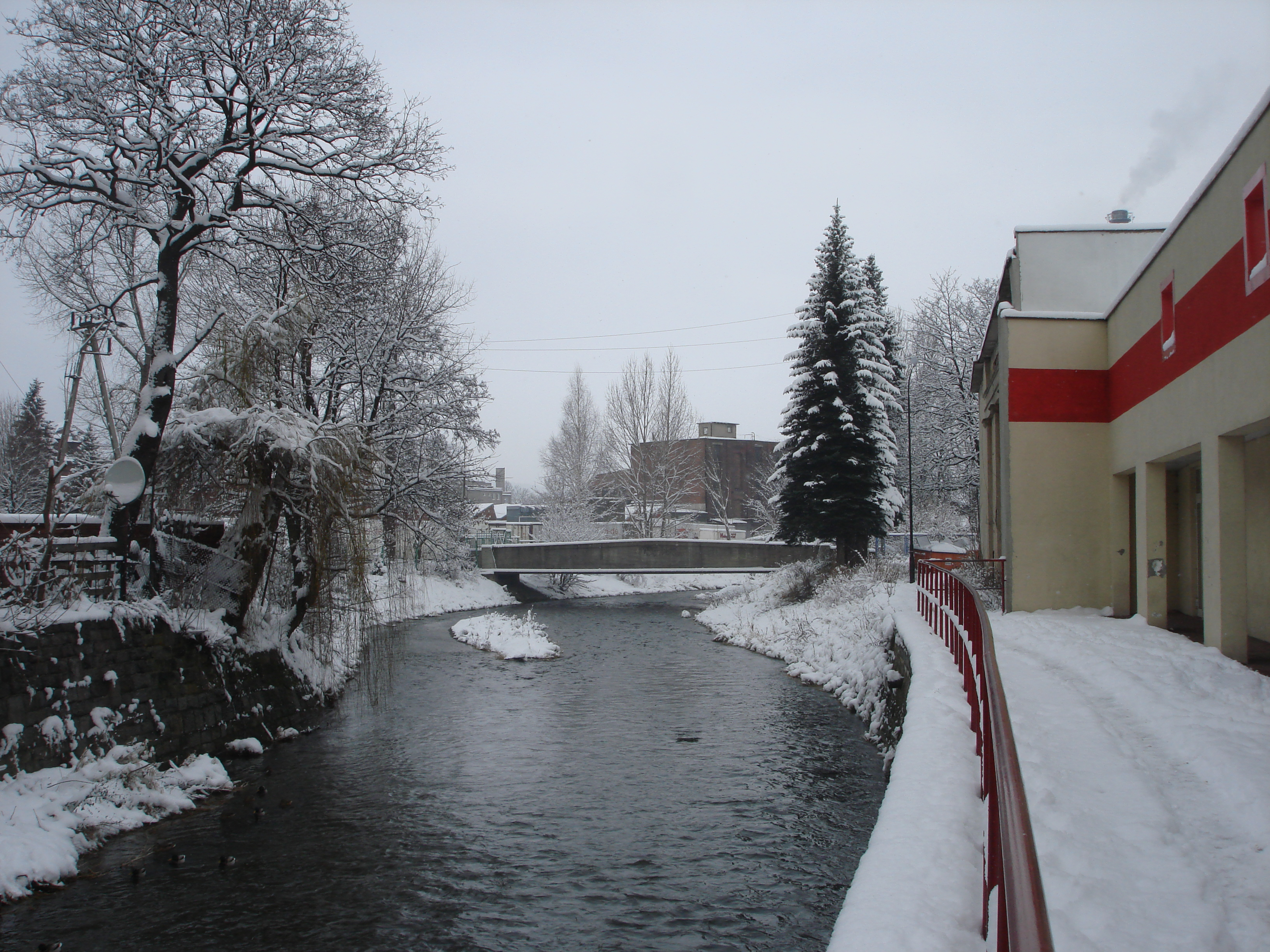
Řeka Bobr – Kamenná Hora.